# Ophrys maladroxiensis
Ophrys maladroxiensis är en orkidéart som beskrevs av Scrugli, Todde och Cogoni. Ophrys maladroxiensis ingår i ofryssläktet, och familjen orkidéer.
Artens utbredningsområde är Sardinien. Inga underarter finns listade i Catalogue of Life.